# Malcolm Perry
Malcolm Xiomar Perry (Fort Campbell, 19 aprile 1997) è un ex giocatore di football americano statunitense che ha militato nel ruolo di wide receiver nella National Football League (NFL).

## Carriera

### Miami Dolphins
Perry al college giocò a football a Navy dal 2016 al 2019. Fu scelto nel corso del settimo giro (246º assoluto) del Draft NFL 2020 dai Miami Dolphins. Debuttò come professionista nella gara dell'ottavo turno contro i Los Angeles Rams dove ricevette un passaggio da 10 yard. Nell'ultimo turno segnò il suo primo touchdown da 25 yard dal quarterback Tua Tagovailoa. La sua stagione da rookie si chiuse con 9 ricezioni per 92 yard in 9 presenze, di cui 2 come titolare.